# Edward Lloyd (ténor)
Pour les articles homonymes, voir Edward Lloyd (homonymie) et Lloyd.
Edward Lloyd (Londres, 7 mars 1845 - Worthing, 31 mars 1927) est un ténor britannique qui a excellé dans les concerts et dans les oratorios. Il a été considéré comme le successeur légitime de Sims Reeves et comme le ténor le plus en vue pour ce style de musique au cours du dernier tiers du dix-neuvième siècle.

## Formation précoce à la tradition chorale
Edward Lloyd est né dans une famille de musiciens. Son père avait, sur invitation, participé en tant que contre-ténor au « Show Sundays » à Worthing lorsque les concerts choraux étaient dirigés pendant quatorze ans par Sims Reeves. Le jeune Lloyd commença à chanter comme choriste à l'abbaye de Westminster et, en 1866, devint membre des chapelles du Trinity College et du King's College de l'Université de Cambridge. En 1869, il rejoignit le chœur de St Andrew's, Wells Street (sous Barnby) et fut engagé pour la chapelle royale en 1869-1871. En 1871, il a chanté dans la Passion selon saint Matthieu au festival de Gloucester et a attiré l'attention du public. Il n'a jamais chanté au théâtre, peut-être parce qu'il était de petite taille (Charles Santley l'a décrit comme « un gentil petit monsieur dodu »). En 1873, il a fait sa première apparition au St James' Hall avec la Royal Philharmonic Society. L'année de sa retraite en 1900, il a reçu la médaille d'or de cette société.

## Caractéristiques vocales
Herman Klein, qui a entendu Lloyd au début de sa carrière, a été extrêmement impressionné par sa voix et sa prestation. Il a qualifié sa qualité de « "la plus exquise", avec un legato incroyablement doux, comparable au grand ténor Antonio Giuglini. "Edward Lloyd's fait partie de ces voix pures et naturelles qui ne perdent jamais leur douceur, mais conservent leur charme tant qu'il y a du souffle et de la puissance pour les soutenir. Sa méthode est, à mon sens, irréprochable et son style absolument inimitable. Sa polyvalence était supérieure à celle de Sims Reeves, bien qu'il n'ait jamais été un ténor de scène, car il était également à l'aise dans la musique de toutes les époques et de toutes les écoles. Dans Bach et Haendel, dans l'oratorio moderne, dans l'air italien, dans le Lied, romance ou ballade, il était également capable de susciter une véritable admiration. ». Cet éloge extrêmement élevé est venu d'un critique des plus perspicaces. David Bispham le considérait comme le principal ténor dans le domaine du concert.

## Créateur de rôles d'oratorio
Lloyd a créé plusieurs des grands rôles de ténor dans les œuvres d'oratorio et de concert de la fin de l'époque victorienne. Aux Concerts Hallé de Manchester, il apparaît avec Charles Santley et Anna Williams dans la première exécution d'un oratorio d'Edward Hecht. Plus important encore, il a créé les rôles principaux dans The Martyr of Antioch (en) (Festival de Leeds 1880) et The Golden Legend (en) (1886) d'Arthur Sullivan; dans la Judith (1888) et le King Saul d'Hubert Parry ; et dans La Rédemption (Festival triennal de musique de Birmingham, 1882) et Mors et Vita (1884) de Charles Gounod. Lloyd était donc entièrement associé aux plus grandes œuvres du drame musical sacré si caractéristiques de son époque.

## Le début des années 1890 à Londres

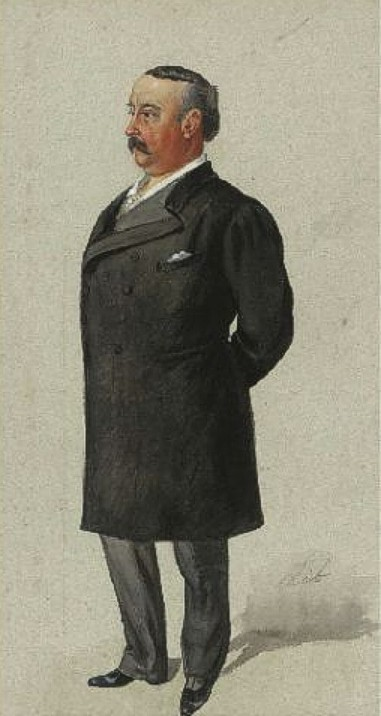
Lloyd dessiné par Lib pour Vanity Fair, 1892

### Oratorio
Lloyd a été très actif au moment où George Bernard Shaw rédigeait régulièrement ses critiques d'art. Shaw considérait que Lloyd était au sommet de son art dans le Paulus de Mendelssohn au Crystal Palace en novembre 1889 ; en juin 1890, il trouva que la représentation qui réunissait 3 000 exécutants était une épreuve, mais il estima qu'Edward Lloyd chantait « sans faute », alors que Watkin Mills et Mme Patey étaient en excellente forme et Mme Albani comme d'habitude. Shaw méprisait les festivals avec des exécutants très nombreux, mais admirait généralement beaucoup Lloyd. En juin 1891 au Crystal Palace, si Santley était le héros de l'heure, Lloyd était ravissant dans Love in her eyes sits playing et dans l'une des Chandos Anthems. Mais il était de mauvaise humeur dans The enemy said la nuit suivante, bien qu'il ait dû bisser, et qu'il a défendu sa réputation.
Lloyd était de nouveau bon à Birmingham en octobre et dans un air de concert de Mozart lors de la célébration du centenaire de décembre. En juin 1891, le Samson de Haendel annoncé au Crystal Palace a été remplacée par l'habituel Judas Maccabaeus pour épargner à Lloyd la difficulté du nouveau rôle. Cependant, le Judas s'en est bien sorti, avec la présence habituelle de Santley, Lloyd, Albani et Patey. Lloyd se produit le 2 décembre 1893 à l'ouverture officielle du Queen's Hall, dans le Hymn of Praise de Mendelssohn, avec Mme Albani et Margaret Hoare, sous la direction de Frederick Cowen. En 1894, c'est à nouveau Love in her eyes que Lloyd chante à la perfection, bien qu'à nouveau lui, Mme Albani, Ben Davies et Nellie Melba aient tous dû accorder la première place dans l'estime populaire à Charles Santley, qui reçut de formidables applaudissements. Le dimanche du jubilé 1897, il interprète l'hymne de louange de Mendelssohn avec Mme Albani et Agnes Nicholls.

### Airs d'opéra en concert
Lloyd a eu une ovation à St James's Hall pour sa scène de la forge de Siegfried en juillet 1888 dirigé par Hans Richter. L'orchestre philharmonique lui a donné un accompagnement « banal » dans le récit du Graal de Lohengrin en janvier 1889, et dans la forge de Siegfried son rire était trop bien élevé, « à peine le cri exultant d'un jeune géant sur son enclume » ; et William Nicholl était faux en tant que Mime. En juillet 1889, même la merveilleuse direction de Richter de la Damnation de Faust de Berlioz n'a pas pu (pour Shaw) racheter la « falsification gratuite » et « l'altération agaçante et vulgaire » de passages importants de Lloyd, et même dans les reprises quelques années plus tard, il ne l'a pas tout à fait oublié, bien qu'il admette que Lloyd avait établi une norme dans cette interprétation.
En mars 1890, son « Preislied » des Meistersinger était l'attraction principale du Crystal Palace. En juillet 1890, Lloyd « chantait bien », mais avait tendance au « jingoïsme », à la « piété distinguée » et à la « sentimentalité » dans le Lohengrin Acte 3 dirigé par Richter, mais « il n'était pas Lohengrin ». En mars 1891, son Tannhäuser dans un concert du dernier acte n'a pas été apprécié par Bernard Shaw. Lors du concert de Richter de juin 1891, il chanta le Récit de Rome deTannhäuser et la musique de la forge de Siegfried « de façon très harmonieuse et douce, sans toutefois renoncer un instant à son personnage original de M. Edward Lloyd ». Dans les troisièmes actes de Lohengrin et Tannhäuser, redonnés à Queen's Hall en mai 1894, Lloyd « jouait un peu pour la galerie par un style de déclamation pas tout à fait classique, quoique suffisamment sincère et efficace ».

## Festivals Haendel et le successeur de Reeves

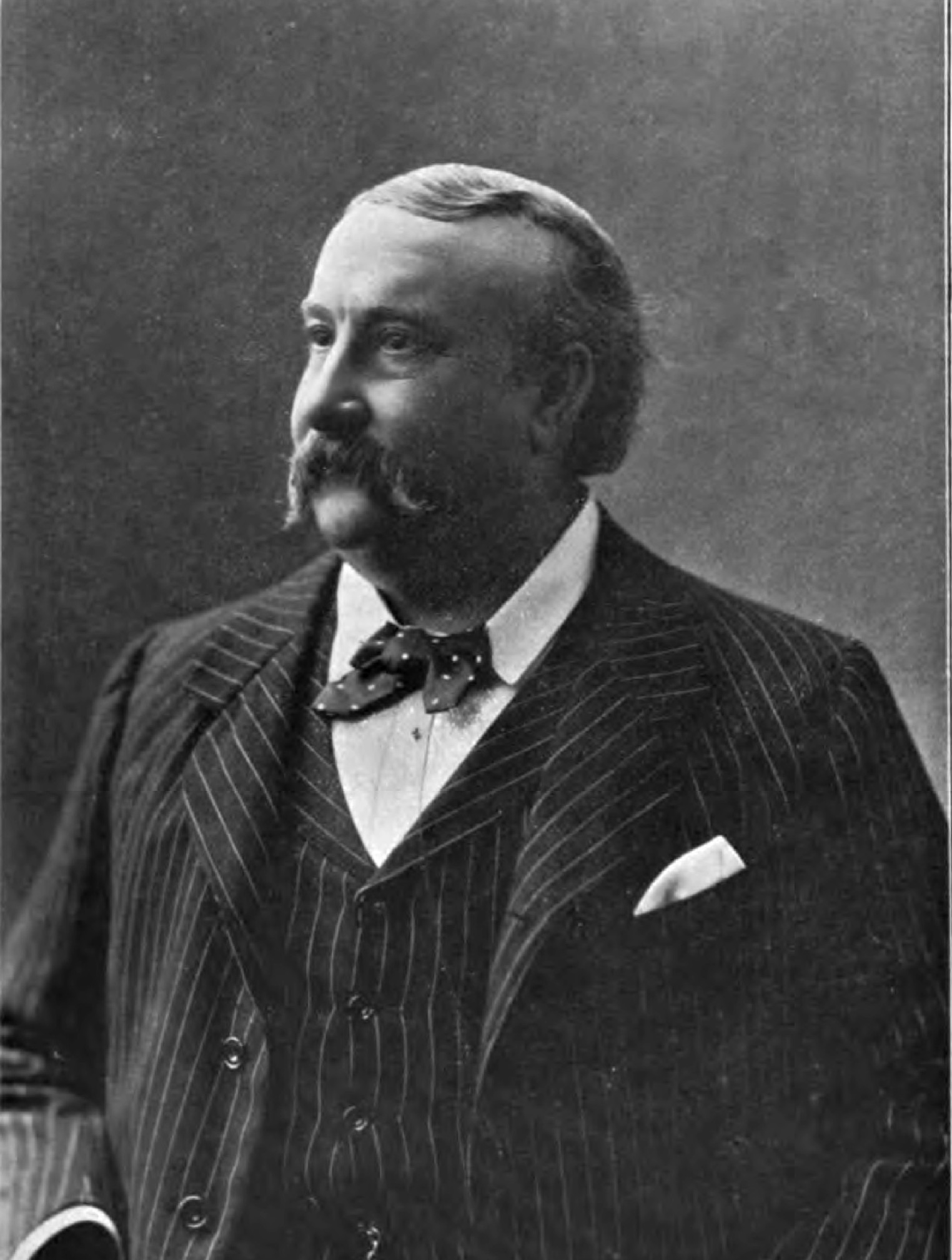
Edward Lloyd, 1899

En 1877, lorsque Sims Reeves s'est retiré alors qu'il était engagé pour le festival triennal Haendel au Crystal Palace à cause de la controverse concernant la présentatioh du concert, Lloyd a été engagé à sa place. Il y avait joué à Acis et Galatea en 1874, et a participé à tous les festivals suivants jusqu'à sa retraite en 1900. Lors de ces représentations, devant un public immense dans cet immense espace, sa belle voix résonnante portait à merveille. Ces festivals peuvent inclure des représentations complètes du Messie, d'Israël en Égypte et de Judas Maccabée lors de soirées successives, chacune étant exceptionnellement exigeante pour le ténor (mais extrêmement gratifiante pour une personne à la hauteur de la tâche). Le premier enregistrement « live » d'un concert britannique a été réalisé lors de la représentation d'Israël en Égypte au Festival de 1888 au Crystal Palace 1888, lors de laquelle Lloyd était le ténor principal, mais malheureusement les enregistrements sur les trois cylindres de cire survivants ne contiennent aucune de ses interventions.

## Elgar:CaractacusandGerontius
Lloyd était connu comme un créateur de rôles sacrés, c'est donc tout naturellement qu'il a été choisi pour créer les rôles principaux dans Caractacus (1898) et de The Dream of Gerontius d'Edward Elgar, œuvres dans lesquelles la forme s'est entièrement libérée de celle des anciennes Cantates sacrées (un terme qu'Elgar a spécifiquement interdit en référence à Gerontius). Il est bien connu que la première représentation du ce dernier oratorio, qui a eu lieu le 3 octobre 1900 sous la baguette de Hans Richter au festival de Birmingham, fut un désastre. Après avoir créé Caractacus, Lloyd s'était adapté à l'idiome musical d'Elgar. Il était certainement très nerveux et, loin de sous-estimer la tâche, souffrait à cette occasion d'une grande anxiété, étant proche de la fin de sa carrière et n'ayant pas une voix particulièrement en forme. La nature longue et éprouvante du rôle, et le fait de se lever fréquemment pour chanter et de s'asseoir à nouveau, eurent un effet malheureux.
Dans ce concert, Harry Plunket Greene a chanté les rôles de baryton et l'ange a été chanté par Marie Brema. Gérontius a été un moment essentiel dans la carrière d'Elgar en tant que compositeur. La carrière de Lloyd, qui s'était déroulée dans un langage musical plus ancien, était alors presque terminée et il a laissé à une génération plus jeune, notamment les ténors John Coates (en) et Gervase Elwes, le soin de mettre en valeur la nouvelle dynamique de la musique dans sa pleine réalisation spirituelle. Elgar espérait toujours qu'Edward Lloyd participerait à un festival au Covent Garden en mars 1904, (lors duquel auraient été joués Gerontius, The Apostles et Caractacus) mais son vœu n'a pas été exaucé. Au lieu de cela, c'est John Coates qui a été chargé des deux premiers rôles et Lloyd Chandos du troisième.

## Adieux
Après près de trente ans devant le public, Edward Lloyd donna son concert d'adieu au Royal Albert Hall en décembre 1900, deux mois après la première de Gerontius. Herman Klein (en) a déclaré que, comme son grand prédécesseur Sims Reeves (décédé en octobre 1900), bien que Lloyd soit assez différent de lui par son type de voix et sa méthode, tous deux illustraient les qualités les plus pures du bel canto et défendaient les meilleures traditions des Britanniques dans la tradition des oratorios.
Klein le trouvait plus polyvalent que Reeves, car il était à l'aise à chaque époque de la musique. Dans Bach et Haendel, l'oratorio moderne, l'air italien, le lied, la romance et la ballade, il était également capable de susciter l'admiration : et il pouvait aborder Wagner avec une beauté de son, une plénitude d'expression dramatique et une clarté d'énonciation qui faisaient poursser par son public allemand de Londres des cris d'émerveillement et de plaisir. Richter considérait qu'il était le premier ténor à rendre justice au Preislied des Meistersinger.
Il est sorti de sa retraite pour chanter au couronnement de George V en 1911 et à un concert de charité en 1915. Il est décédé à Worthing.